# Túnel Fenghuoshan
El túnel Fenghuoshan (en chino: 风火山隧道; lit., 'Volcán del viento') es el túnel ferroviario más alto del mundo. Tiene 1338 metros de largo, y se encuentra 4905 metros sobre el nivel del mar. Es parte de la recientemente terminada línea de ferrocarril Qinghai-Tíbet, que une Qinghai y el Tíbet, ambas en China. El túnel se encuentra en la parte occidental, poco poblada, del condado de Zadoi, Qinghai (el borde oriental de la región montañosa de Hoh Xil entre las cordilleras de Kunlun y Tanggula).